# Bathysciadiidae
Famille
Synonymes
- Bathypeltidae Moskalev, 1971[1]

Les Bathysciadiidae sont une famille de gastéropodes cosmopolites pouvant vivre de 570 à 9 500 mètres de profondeur, c'est-à-dire jusqu'à la zone hadale. Les spécimens de la famille des Bathysciadiidae sont en forme de capuchon et leur taille peut varier de 1 à 10 mm.

## Liste des genres
Selon World Register of Marine Species (17 avril 2020) :
- genre Bathyaltum Haszprunar, 2011
- genre Bathypelta Moskalev, 1971
- genre Bathysciadium Dautzenberg & H. Fischer, 1900
- genre Bonus Moskalev, 1973
- genre Xenodonta Warén, 1993